# Eino Penttilä
Eino Penttilä (né le 27 août 1906 à Joutseno et décédé le 24 novembre 1982 à Pori) est un athlète finlandais spécialiste du lancer de javelot. Affilié au HKV, il mesurait 1,79 m pour 81 kg. Il est l'ancien détenteur du record du monde du lancer de javelot avec 69,88 m réalisés le 8 octobre 1927 à Viipuri.

## Biographie

### Palmarès
| Date | Compétition           | Lieu        | Résultat | Performance |
| ---- | --------------------- | ----------- | -------- | ----------- |
| 1928 | Jeux olympiques d'été | Amsterdam   | 6e       | 63,20 m     |
| 1932 | Jeux olympiques d'été | Los Angeles | 3e       | 68,70 m     |

### Records
| Épreuve           | Performance | Date |
| ----------------- | ----------- | ---- |
| Lancer de javelot | 70,64 m     | 1932 |